# KV26
Ngôi mộ KV26 nằm ở Thung lũng của các vị Vua, Ai Cập đã được viếng thăm bởi James Burton, và Victor Loret.
Không ai biết gì về người cư ngụ của nó, nhưng nó được tin rằng có một xác ướp của Vương triều 18 vì nó có các đặc điểm tương đồng với những cái khác trong cùng khoảng thời gian đó. Mặc dù nó có kích thước khả nhỏ và ngắn, với tổng chiều dài chỉ hơn 12 mét, nó chưa được hoàn toàn dọn dẹp hay khai quật.

## Xem thêm

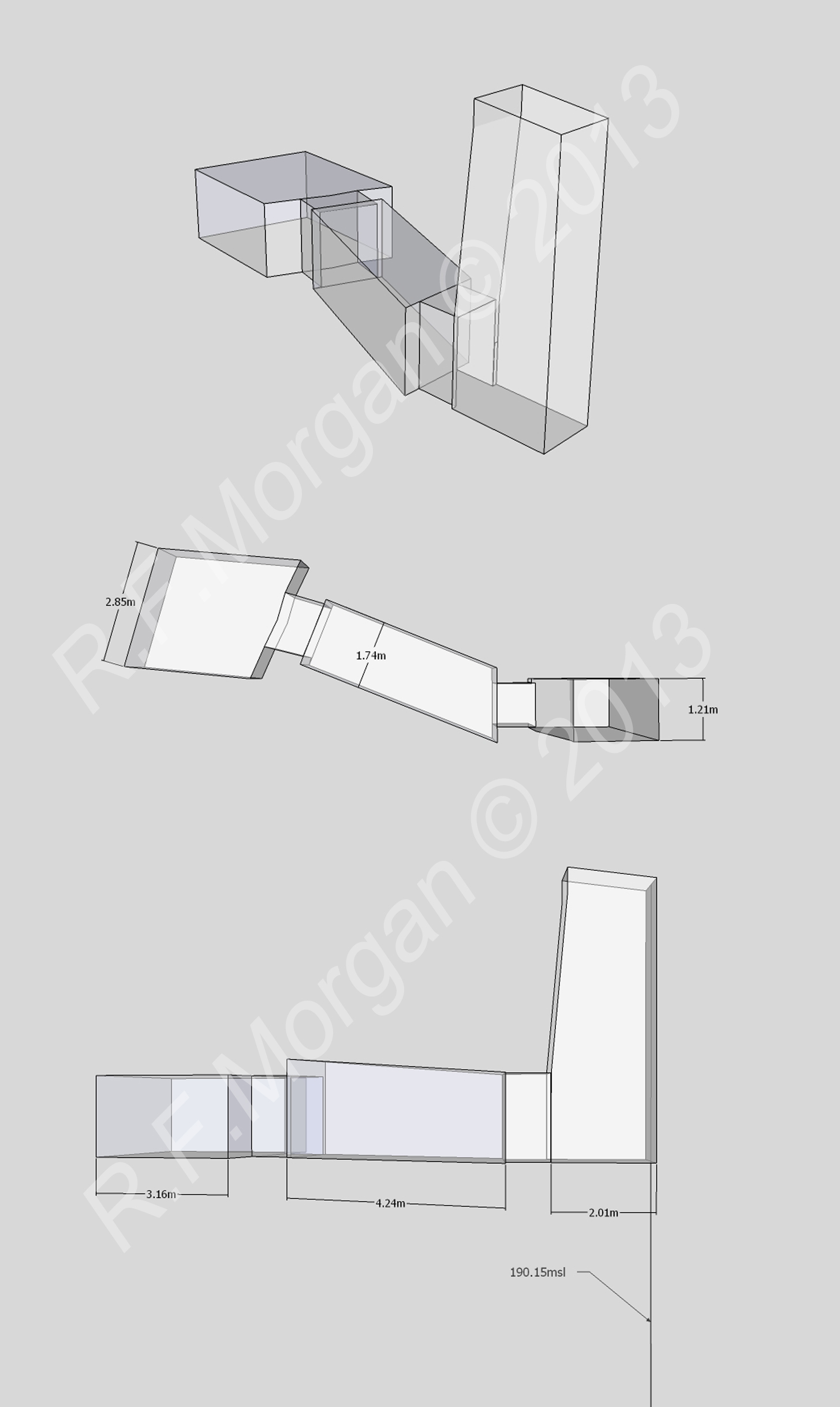
Hình ảnh của KV26 lấy từ một mô hình 3d